# بيتر مولر (لاعب كرة قدم)
بيتر مولر (بالألمانية: Peter Müller)‏ هو لاعب كرة قدم ألماني في مركز الوسط، ولد في 11 أكتوبر 1948. لعب مع 1. FC Bocholt ‏.

## وصلات خارجية
- بيتر مولر على موقع بيانات كرة القدم. دي إي (الألمانية)
- بيتر مولر على موقع عالم كرة القدم.نت (الإنجليزية)